# 副傷寒
副傷寒是一種由腸道沙門氏菌引起的疾病，目前已知有三種血清型可造成該疾病。症狀與傷寒相當類似，且通常發生於接觸細菌後的6至30天。 通常會逐漸地在幾天內發展出高燒，其他像是感到虛弱、沒有食慾以及頭痛也都相當常見。有些人會在皮膚上表現出玫瑰色紅斑。如果沒有接受治療，症狀將持續數周甚至數月。 有部分的人可能會攜帶著細菌卻不會遭受感染，即便如此，還是具備傳染其他人的能力。 傷寒和副傷寒的嚴重度相似，兩者所造成的熱病皆屬於腸熱。
副傷寒是由生長於 腸道和血液中的腸道沙門氏菌所引起，目前已知有A、B、C三種血清型。已感染者的糞便含有沙門氏菌，藉由汙染食物和水來傳播疾病。感染者很有可能在準備食物時，因為清潔不完全而污染食物。在公共衛生環境較差的擁擠城區，也容易傳播副傷寒。少數狀況下經由性接觸而傳染。人類是目前已知唯一會受感染的動物。根據血液、糞便或骨髓中細菌培養或是偵測細菌脫氧核醣核酸的結果來進行診斷。培養腸道沙門氏菌並不容易。骨髓檢查是最為準確的。副傷寒與許多類似的疾病症狀相似，常見會與斑疹傷寒做鑑別診斷。
目前還未有針對副傷寒的疫苗，有報告指出傷寒疫苗有些許效用。不要使用被汙染的飲用水、改善公共環境衛生、常洗手可以有效避免疾病發生。目前可以使用阿奇霉素作為抗生素進行治療，但目前對於抗生素的耐受性高，相當常見。
副傷寒每年約影響六百萬人。在部分的亞洲是相當常見的疾病，但在已開發國家相當少見。大多為A型副傷寒，B型和C型副傷寒較為少見。2015年副傷寒造成將近59,200人死亡，僅略低於1990年的63,000人。如果沒有及時接受治療，將有百分之十到十五的死亡率；如果接受治療的話，死亡率將在百分之一以下。